# Puma (бронетранспортёр)
Итальянский консорциум Iveco разработал легкий БТР Puma с колёсными формулами (4 × 4) и (6 × 6) вместимостью четыре (1+3) и семь (1+6) человека, и боевой массой 7 и 8,4 т соответственно. Парк Итальянской армии насчитывает около 600 этих машин, 450 из которых с колёсной формулой 6 × 6 и 150 — 4 × 4.
Основное вооружение — 12,7 мм пулемёт. Силовая установка БТР представлена четырёхцилиндровым дизельным двигателем Iveco (тип 8042) мощностью 180 л.с. и автоматической коробкой передач. Машина имеет множество унифицированных узлов, таких как двигатель, трансмиссия и подвеска, аналогичных существующим образцам автомобильной техники национальной разработки.
На базе БТР Puma созданы различные варианты техники: КШМ, БРМ, машины, оборудованные противотанковыми и противовоздушными комплексами, с 81-мм миномётными установками, санитарные БТР и машины РХБ-защиты.

## На вооружении
- Италия — 199 единиц Puma 6x6 на вооружении по состоянию на 2024 год[1].